# (100548) 1997 EA36
(100548) 1997 EA36 es un asteroide perteneciente al cinturón de asteroides, descubierto el 4 de marzo de 1997 por el equipo del Lincoln Near-Earth Asteroid Research desde el Laboratorio Lincoln, Socorro, Nuevo México.

## Designación y nombre
Designado provisionalmente como 1997 EA36.

## Características orbitales
1997 EA36 está situado a una distancia media del Sol de 2,522 ua, pudiendo alejarse hasta 2,749 ua y acercarse hasta 2,295 ua. Su excentricidad es 0,090 y la inclinación orbital 2,265 grados. Emplea 1463,31 días en completar una órbita alrededor del Sol.

## Características físicas
La magnitud absoluta de 1997 EA36 es 15,1.